# ムービーカム
ムービーカム（Moviecam）は、35mmフィルムカメラに特化した映画撮影機材の会社。1960年代末に元々、Fritz Gabriel Bauer と Walter Kindlerの社内計画として社内の需要から近代的な映画撮影用カメラの研究、開発をするためにオーストリアのウィーンで始められ、1976年にムービーカムとして独立した。
3機種(スーパーアメリカ, コンパクト,とSL) のカメラのみを生産していて、Arriやパナビジョンと国際市場で競合して映画産業において広範囲な分野で使用された。Arriに1990年代に買収され、カメラ開発の主任設計者であるBauerはArriによって設計された高精度の電子部品とカメラの付属品とムービーカムシステムの基本機構と設計を組み合わせたArricamを開発した。Arricamカメラは2000年に発売された。Arri社の35mm製品のフラッグシップモデルとして2006年まで位置づけられた。
ムービーカムのカメラの品質と機能はフィーチャー映画の撮影における高度な要求を満たしており、10年近く生産されていないにもかかわらず、使われ続けている。